# 飯田又左衛門
飯田 又左衛門（いいだ またざえもん、生没年不詳）は、戦国時代の武将。武田家家臣。飯田直政の子で、雲光院の弟。

## 略歴
天正10年3月11日（1582年4月3日）に武田勝頼が自害した後、武田家から出奔した。成瀬正一（または正成）と親しい仲であったため犬山城で与力となった 。